# Tribolium
|  | Per a altres significats, vegeu «Tribolium (insecte)». |

Tribolium és un gènere de plantes de la família de les poàcies, ordre de les poals, subclasse de les commelínides, classe de les liliòpsides, divisió dels magnoliofitins.

## Taxonomia
(vegeu-ne una relació a Wikispecies)

## Sinònims
Allagostachyum Steud., nom. inval., 
Brizopyrum Stapf, 
Hystringium Steud., nom. inval., 
Lasiochloa Kunth, 
Plagiochloa Adamson i Sprague, 
Urochlaena Nees